# Centro internazionale di fotografia (Palermo)
Il Centro Internazionale di Fotografia di Palermo è uno spazio polifunzionale interdisciplinare aperto il 16 novembre 2017, quando fu affidato a titolo gratuito alla direzione di Letizia Battaglia (1935-2022). Suddiviso in diverse sale espositive, oltre alle mostre, ha ospitato workshop, progetti ed eventi legati alla fotografia e all'attualità.
Dopo la morte della Battaglia, il centro di fotografia è stato dedicato alla sua memoria.

## Storia

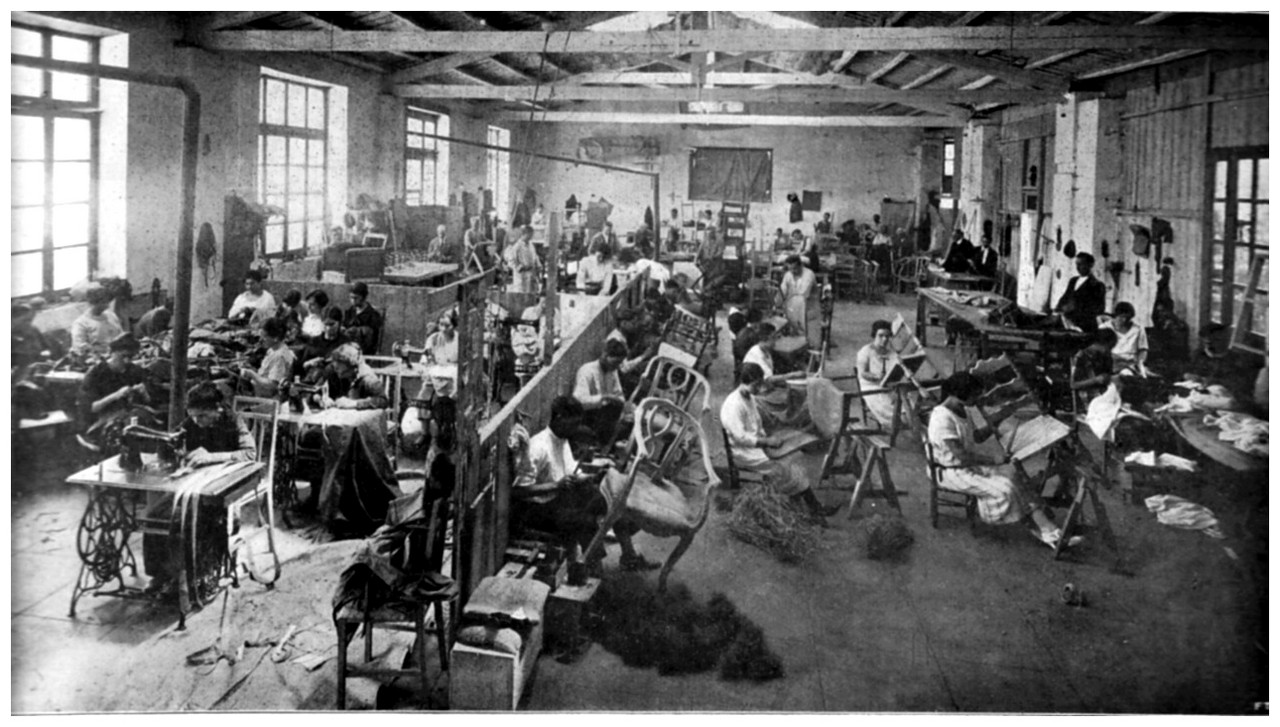
Il reparto tappezzeria della Fabbrica di mobili Ducrot, Palermo 1927

L'idea di aprire un Centro Internazionale dedicato alla fotografia nasce cinque anni prima della sua inaugurazione, come narra la stessa Battaglia. L'immobile di proprietà comunale, il Padiglione 18, si trova all'interno dei Cantieri Culturali alla Zisa, ex-Officine Ducrot. I Cantieri coprono uno spazio di circa 55000 m² riconvertiti ad area culturale dove, oltre al Centro Internazionale di Fotografia, si trovano il Centro Sperimentale di Cinema, l'Accademia di Belle Arti, il Goethe Institut e molti altri laboratori e spazi sperimentali.
Lo spazio è stato suddiviso in due aree, una dedicata agli scatti dei fotografi emergenti, con mostre temporanee, l'altra, alle opere degli artisti di fama internazionale, con circa quattro mostre l'anno.
Nel 2020 Letizia Battaglia decise di dimettersi dalla direzione del Centro - annunciandolo in un'intervista a Rai News 24 - dove dichiarò di essere rimasta ferita dalle parole del sindaco Orlando e allo stesso tempo scusandolo perché probabilmente era stato mal consigliato a seguito dell'annullamento della campagna With Italy, For Italy promossa da Lamborghini nel 2020 e che vide la Battaglia criticata per le scelte compiute in ambito fotografico. Il sindaco Leoluca Orlando procedette ad interrompere la campagna e la casa automobilistica a ritirare le immagini.
Nonostante le dimissioni, Letizia Battaglia continuò a collaborare alle iniziative del Centro come del resto dimostrano le iniziative, workshop e corsi che si sono tenuti fino alla sua morte, come ad esempio la mostra Donne, la collettiva delle aspiranti fotografe che presero parte al suo workshop nel dicembre 2021. 
Dopo la morte di Letizia Battaglia, il sindaco Leoluca Orlando propose che il viale principale dei Cantieri Culturali e lo stesso Centro Internazionale di Fotografia venisse dedicato a lei, insieme a un murale accanto a quello di Fabrizio De André. Nell'occasione fu pure ricordato come la fotografa donò parte delle sue collezioni fotografiche al Centro, frequentato quotidianamente da migliaia di studenti.
Il Centro ospita anche l'archivio della cosiddetta "memoria della città": sono stati infatti oltre 150 i fotografi che hanno già donato un loro scatto sulla città di Palermo al nuovo Centro.

## Mostre principali

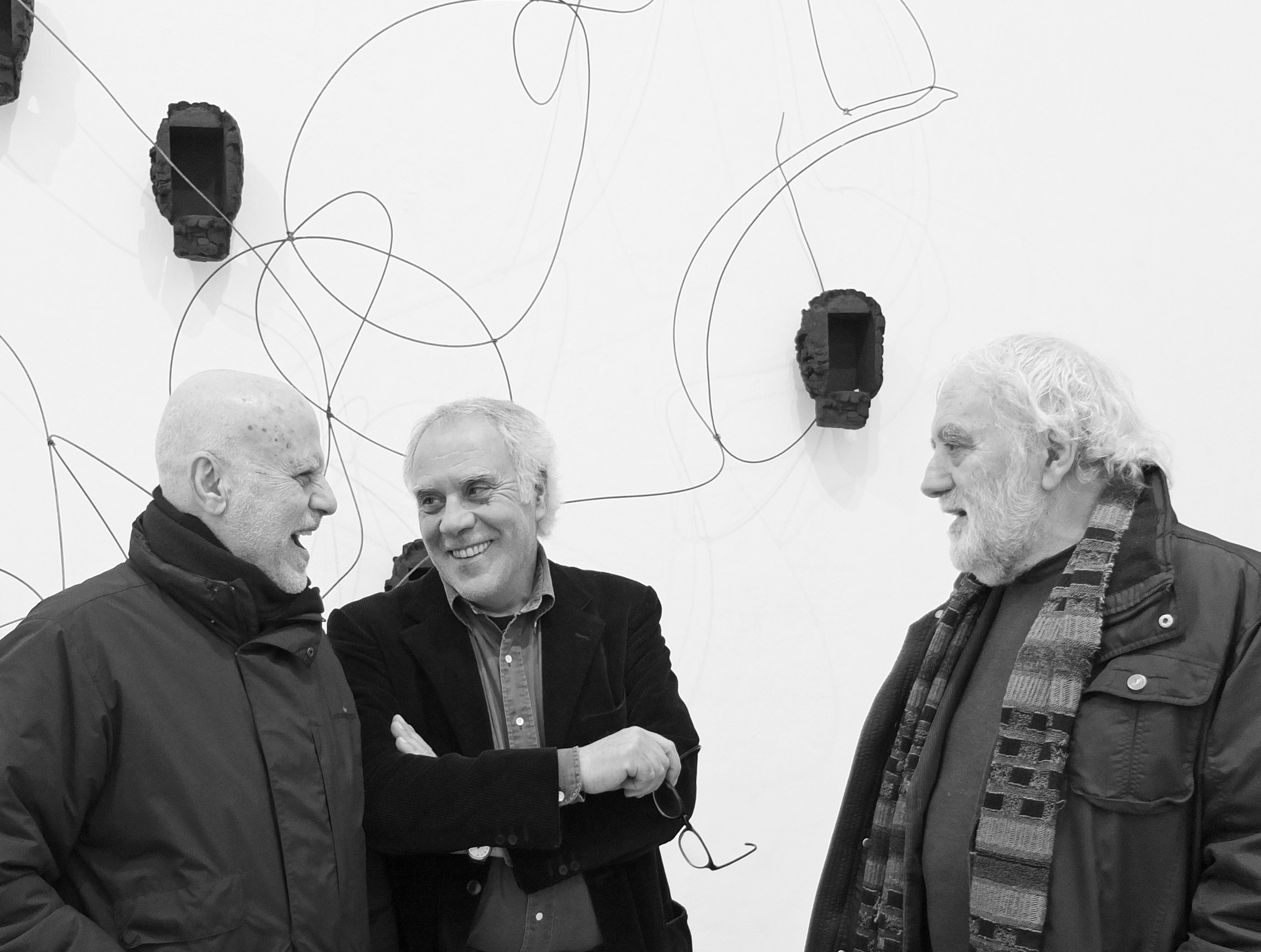
Ferdinando Scianna, Enzo Di Martino e Mimmo Paladino

Tra le mostre personali e collettive succedutesi dal 2017 in poi, si ricordano:
2017
- Il Centro venne inaugurato nel 2017 con una collettiva di 36 fotografi italiani che proponeva un tema sociale importante e controverso come l'emigrazione , Io sono persona. Storie di emigrazioni e di immigrazioni raccontate da fotografi italiani cui presero parte tra gli altri: Isabella Balena, Antonio Biasiucci, Giovanni Chiaramonte, Alfredo D'Amato, Gabriele Galimberti, Francesco Giusti, Alessandro Grassani, Mimmo Jodice, Andrea Kunkl, Uliano Lucas, Cristina Omenetto, Alessandro Penso, Simone Perolari, Agnese Purgatorio, Eileen Quinn, Francesco Radino, Rocco Rorandelli, Luca Rotondo, Ferdinando Scianna, Massimo Sestini, Massimo Vitali, Francesco Zisola[12].
- Isaac Julien, The Leopard, personale
- collettiva Segreto con le immagini tra gli altri di Angelo Anzalone, Riccardo Liberati, Marta Viola, Fabio Sgroi
- collettiva Women photograph women con immagini di Lindsay Addario, Nona Berman, Mary Ellen Mark, Susan Meiselas, Donna Ferrato, Graciela Iturbide, Sylvia Plachy, Stephanie Sinclair

2018
- Roberto Timperi, Amor, personale
- collettiva The street is watching con immagini tra gli altri di Bruce Gilden, William Klein, Bruce Davidson, Martha Cooper, Ellen von Unwerth
- Il caso Mattei, 56 anni dopo, foto e documenti inediti, a cura di Sabrina Pisu
- Joseph Koudelka, Invasion 68 Prague, personale

2019
- Franco Zecchin, Continente Sicilia, personale
- collettiva Soggetto nomade con opere di Paola Agosti, Letizia Battaglia, Lisetta Carmi, Elisabetta Catalano, Marialba Russo
- collettiva Quelli de L'Ora. Cronache fotografiche di un assalto a Palermo dal 1974 con immagini di Vittorio Aurino, Ernesto Battaglia, Letizia Battaglia, Pietro Barraco, Tonino Bono, Santi Caleca, Cesare Costa, Maurizio D'Angelo, Luciano del Castillo, Salvo Fundarotto, Natale Gaggioli, Filippo La Mantia, Riccardo Liberati, Salvo Lupo, Eugenio Mangia, Carlo Ramo, Fabio Sgroi, Shobha, Franco Zecchin
- Susan Meiselas, Intimate strangers, personale

2020
- Carmelo Bongiorno, Tagli, personale
- collettiva Palermo Bellissima con le fotografie di 56 fotografe

2021
- Miron Zownir, Non c'è più tempo, retrospettiva 1977-2019
- collettiva Fotografie per Ferlinghetti con la partecipazione di decine di fotografi
- collettiva Donne con la presenza di circa 45 fotografe
- collettiva Palermo l'incanto con la partecipazione di numerosi fotografi.

2022
- mostra Siamo davvero pietosi, omaggio a Cinico TV, fotografie di Stefano Fogato (1958-2022) e proiezioni video del programma di Ciprì e Maresco
- proiezione del documentario Infinito. L'universo di Luigi Ghirri di Matteo Parisini (2022, 73 min.) con la voce di Stefano Accorsi

2023
- La battaglia delle donne. Ritratti di donne e la forza della loro battaglia, ultimo reportage di 16 scatti di Letizia Battaglia a donne malate di cancro
- collettiva Photography in the Visual Culture con la partecipazione di 102 fotografi provenienti da ogni parte del mondo, tra cui Michael Woods, il palerminatano Vincenzo Pipitone, i fotografi satellitari Max Serradifalco e Gabriele Paderni, la messinese Monica Sposito
- Aldo Palagonia, Iranian beauty, personale sulle culture e sulle contraddizioni dell'Iran